# Copelatus aethiopicus
Copelatus aethiopicus är en skalbaggsart som beskrevs av Régimbart 1906. Copelatus aethiopicus ingår i släktet Copelatus och familjen dykare. Inga underarter finns listade i Catalogue of Life.